# Menkyo
Menkyo (em japonês:  免許, permissão) é um termo que se refere a um paradigma de transmissão dos conhecimentos de vários tipos de atividades, ou artes. É um modelo tradicional, cuja origem pode ser buscada já no século VII. Foi muito usada pelas artes marciais japonesas até o quartel inicial do século XX.
- Mokuroku (目録, currículo)
- Menkyo kaiden (免許皆伝)